# THE BEST OF HITOMI YAIDA
『THE BEST OF HITOMI YAIDA』（ザ・ベスト・オブ・ヒトミ・ヤイダ）は、矢井田瞳3枚目のベスト・アルバム。2009年2月18日に青空レコードから発売された。

## 解説
矢井田瞳デビュー10周年として発売された2枚組のベスト・アルバム。
インディーズ・シングル「Howling」から「I Love You の 形」までの両A面を含む全A面21曲に加えカップリング曲+アルバム収録曲を併せたCD2枚組・全34曲となっている。ミュージック・ビデオ集『HITOMI YAIDA MUSIC VIDEO COLLECTION』が同時発売された。

## 収録曲

### Disc 1
1. Go my way
2. Look Back Again
3. ドキドキのつぼみ
4. Buzzstyle
5. Ring my bell
6. チェイン
7. 未完成のメロディ
8. キッチン
9. ハネユメ
10. 一人ジェンガ
11. ハッピースピナー
12. B'coz I Love You
13. ビルを見下ろす屋上で
14. マワルソラ
15. やさしい手
16. 君こそ道しるべ
17. 恋バス

### Disc 2
1. my sweet darlin'
2. I'm here saying nothing
3. アンダンテ
4. Dizzy dive
5. Over The Distance
6. 孤独なカウボーイ
7. マーブル色の日
8. 靴音
9. Chapter01
10. Life's like a love song
11. モノクロレター
12. STARTLiNE
13. ミラクルワイパー
14. I Love You の 形
15. 初恋
16. Hello
17. How?